# Gwatemala na Letnich Igrzyskach Olimpijskich 2008
Gwatemalę na Letnich Igrzyskach Olimpijskich 2008 reprezentowało 12 zawodników, 9 mężczyzn i 3 kobiety.

## Skład kadry

### Badminton
| Zawodnik     | Konkurencja             | 1/64                      | 1/32                  | 1/16                  | Ćwierćfinał           | Półfinał              | Finał                 |                       |
| Zawodnik     | Konkurencja             | Przeciwnik Wynik          | Przeciwnik Wynik      | Przeciwnik Wynik      | Przeciwnik Wynik      | Przeciwnik Wynik      | Przeciwnik Wynik      |                       |
| ------------ | ----------------------- | ------------------------- | --------------------- | --------------------- | --------------------- | --------------------- | --------------------- | --------------------- |
| Kevin Cordón | gra pojedyncza mężczyzn | Bao Chunlai L 21-17 21-16 | → Nie awansował dalej | → Nie awansował dalej | → Nie awansował dalej | → Nie awansował dalej | → Nie awansował dalej | → Nie awansował dalej |

### Boks
| Eddie Valenzuela | waga musza (do 51 kg) | Somjit Jongjohor L 1-6 | → Nie awansował dalej | → Nie awansował dalej | → Nie awansował dalej | → Nie awansował dalej | → Nie awansował dalej | → Nie awansował dalej |

### Jeździectwo
| Zawodnik              | Konkurencja         | Runda 1 | Runda 1 | Runda 2 | Runda 2 | Runda 3 | Runda 3 | Finał                 | Finał                 | Finał                 | Finał                 | Finał                 | Finał                 |
| Zawodnik              | Konkurencja         | Runda 1 | Runda 1 | Runda 2 | Runda 2 | Runda 3 | Runda 3 | Runda A               | Runda A               | Runda B               | Runda B               | Razem                 | Razem                 |
| Zawodnik              | Konkurencja         | Błędy   | Poz.    | Błędy   | Poz.    | Błędy   | Poz.    | Błędy                 | Poz.                  | Błędy                 | Poz.                  | Błędy                 | Poz.                  |
| --------------------- | ------------------- | ------- | ------- | ------- | ------- | ------- | ------- | --------------------- | --------------------- | --------------------- | --------------------- | --------------------- | --------------------- |
| Juan Andrés Rodríguez | Skoki indywidualnie | 9       | 52      | 18      | 40      | 31      | 41      | → Nie awansował dalej | → Nie awansował dalej | → Nie awansował dalej | → Nie awansował dalej | → Nie awansował dalej | → Nie awansował dalej |

### Lekkoatletyka
| Zawodnik             | Konkurencja            | Kwal. | Kwal. | Ćwierćfinał | Ćwierćfinał | Półfinał | Półfinał | Finał   | Finał |
| Zawodnik             | Konkurencja            | Wynik | Poz.  | Wynik       | Poz.        | Wynik    | Poz.     | Wynik   | Poz.  |
| -------------------- | ---------------------- | ----- | ----- | ----------- | ----------- | -------- | -------- | ------- | ----- |
| Alfredo Arévalo      | maraton mężczyzn       |       |       |             |             |          |          | 2:28:26 | 63    |
| Amado García         | maraton mężczyzn       |       |       |             |             |          |          | 2:20:15 | 35    |
| Luis Fernando García | chód na 50 km mężczyzn |       |       |             |             |          |          | 3:56:58 | 22    |
| Evelyn Núñez         | chód na 20 km kobiet   |       |       |             |             |          |          | 1:44:13 | 43    |

### Pięciobój nowoczesny
| Zawodnik        | Konkurencja           | Strzelanie | Strzelanie | Strzelanie | Szermierka | Szermierka | Szermierka | Pływanie | Pływanie | Pływanie | Jeździectwo | Jeździectwo | Jeździectwo | Bieg     | Bieg   | Bieg | Razem | Miejsce |
| Zawodnik        | Konkurencja           | Wynik      | Punkty     | Poz.       | Wynik      | Punkty     | Poz.       | Czas     | Punkty   | Poz.     | Czas/Błędy  | Punkty      | Poz         | Czas     | Punkty | Poz. | Razem | Miejsce |
| --------------- | --------------------- | ---------- | ---------- | ---------- | ---------- | ---------- | ---------- | -------- | -------- | -------- | ----------- | ----------- | ----------- | -------- | ------ | ---- | ----- | ------- |
| Rita Sanz-Agero | indywidualnie kobiety | 171        | 988        | 31         | 7-28       | 568        | 35         | 2:29.41  | 1128     | 32       | 68.38/84    | 1116        | 18          | 11:09.98 | 1044   | 29   | 4844  | 34      |

### Pływanie
| Zawodnik       | Konkurencje              | Kwal.   | Kwal. | Półfinał               | Półfinał               | Finał                  | Finał                  |
| Zawodnik       | Konkurencje              | Wynik   | Poz.  | Wynik                  | Poz.                   | Wynik                  | Poz.                   |
| -------------- | ------------------------ | ------- | ----- | ---------------------- | ---------------------- | ---------------------- | ---------------------- |
| Gisela Morales | 100 m stylem grzbietowym | 1:02.92 | 38    | → Nie awansowała dalej | → Nie awansowała dalej | → Nie awansowała dalej | → Nie awansowała dalej |
| Gisela Morales | 200 m stylem grzbietowym | 2:14.54 | 27    | → Nie awansowała dalej | → Nie awansowała dalej | → Nie awansowała dalej | → Nie awansowała dalej |

### Podnoszenie ciężarów
| Zawodnik        | Konkurencja | Rwanie | Rwanie  | Podrzut | Podrzut | Łącznie | Miejsce |
| Zawodnik        | Konkurencja | Wynik  | Miejsce | Wynik   | Miejsce | Łącznie | Miejsce |
| --------------- | ----------- | ------ | ------- | ------- | ------- | ------- | ------- |
| Christian López | -105 kg     | 150    | 17      | 186     | 17      | 336     | 17      |

### Strzelectwo
| Juan Carlos Romero | Skeet mężczyzn | 111 | 26 | → Nie awansował dalej | → Nie awansował dalej | → Nie awansował dalej | → Nie awansował dalej |

### Żeglarstwo
| Zawodnik    | Konkurencja          | Wyścig | Wyścig | Wyścig | Wyścig | Wyścig | Wyścig | Wyścig | Wyścig | Wyścig | Wyścig | Wyścig | Punkty | Poz. |
| Zawodnik    | Konkurencja          | 1      | 2      | 3      | 4      | 5      | 6      | 7      | 8      | 9      | 10     | Medal  | Punkty | Poz. |
| ----------- | -------------------- | ------ | ------ | ------ | ------ | ------ | ------ | ------ | ------ | ------ | ------ | ------ | ------ | ---- |
| Juan Maegli | klasa Laser mężczyzn | 44     | 9      | 39     | 16     | 44     | 32     | 39     | 12     | 15     | -      | -      | 206    | 33   |